# 1930 en ski alpin
Chronologie du ski alpin
1929 en ski alpin - 1930 en ski alpin - 1931 en ski alpin
Les faits marquants de l'année 1930 en ski alpin

## Événements

### Février
- 2-3 février : Première édition de la Lauberhorn sur le site de Wengen en Suisse. Le Suisse Christian Rubi remporte la descente. Le Suisse Ernst Gertsch et le Britannique Bill Bracken remportent le slalom. Bill Bracken remporte le combiné.
- 8-9 février : Première édition des Championnats de Suisse sur le site d'Engelberg. David Zogg remporte la descente masculine, et la Britannique Doreen Elliott devance la Suissesse Rösli Rominger chez les filles.

### Mars
- Troisième édition de l'Arlberg-Kandahar sur le site de Sankt Anton am Arlberg en Autriche.

## Naissances
- 13 décembre : Evgenia Sidorova, skieuse soviétique.